# بيلبي
البيليبيَّات أو البندقوطيَّات الشبيهة بالأرانب هي مجموعةٌ من الجرابيات التي تعيش في الصَّحارى بقارة أستراليا. قبل أن يستوطن الأوروبيون أستراليا، كان يوجد نوعان حيَّان منها هُما البيلبي الصغير الذي انقرض في خمسينيَّات القرن الماضي نتيجة الأنشطة البشرية، والبيلبي الكبير الذي لا زال موجوداً إلا أنَّ أعداده تناقصت كثيراً.

## الوصف

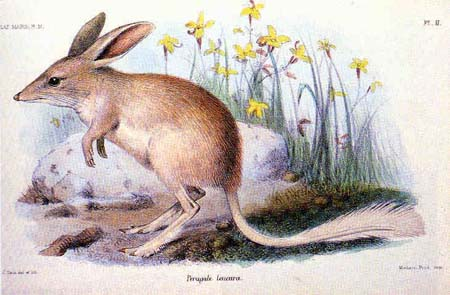
رسم توضيحي لحيوان البيلبي الصغير (Macrotis leucura) في كتالوج أحاديات المسلك والجرابيات في المتحف البريطاني (التاريخ الطبيعي)

لدى حيوانات البيلبي خطمٌ طويل شبيهٌ بذاك الذي يُميِّز البندقوط، وآذانه كبيرةٌ جداً بحيث تتخلَّص من الحرارة. يبلغ طول البيلبي البالغ ما يتراوح من 30 إلى 55 سنتيمتراً. وهو شبيهٌ إلى حد بعيد بالبندقوط، لكن من بين فروقاته البارزة أنَّ ذيله أطول وآذانه أكبر، وأما فرائه فهو أكثر نعومة. هذه الكائنات هي روامس (تنشط ليلاً)، وهي لا تحتاج لشُرب الماء، فهي تحصل على ما تحتاج من الرُّطوبة من الطعام الذي تأكله، والذي تشمل أصنافه الحشرات ويرقاتها والعناكب والفطريات والبذور والفاكهة وبصلات النبات، وبعض الحيوانات الصَّغيرة جداً. وهي تجد مُعظم طعامها بالحفر في التراب بألسنتها الطويلة جداً.
على عكس البندقوط، البيلبي حفَّارٌ ماهر وقادرٌ على شق شبكات أنفاقٍ طويلة بأرجله الأمامية ومخالبه القويَّة. عادةً ما يحفر البيلبي عدداً من الجحور المختلفة في منطقته، يُمكن أن يصل عددها إلى أكثر من عشرة، وهو يتنقَّل بينها لحمايته من المفترسين ومن حرارة النَّهار. إنَّ جراب أنثى البيلبي مُوجَّه نحو الخلف، ممَّا يحميه من التلوُّث عندما تحفر جحورها.
تبلغ مدة الحمل عند أنثى البيلبي ما يتراوح من 12 إلى 14 يوماً، وهي واحدةٌ من أقصر فترات الحمل عند الثديِّيات.